# Pía Guzmán Mena
María Pía Guzmán Mena (Santiago, 23 de junio de 1957) es una abogada y expolítica chilena, militante de Renovación Nacional (RN). Fue diputada de la República durante dos periodos consecutivos, desde 1998 hasta 2006.

## Familia y estudios
Es hija de Luis Guzmán Sánchez y María Pía Mena.
Estudió en el Colegio Villa María Academy y en el Colegio Los Andes, ambos de Santiago. Realizó sus estudios superiores en la Escuela de Derecho de la Universidad de Chile, donde se tituló de abogada en 1979; su tesis se denominó Nociones de capacidad y objeto lícito en el derecho comparado.
Se casó con Ramón Infante Infante y tienen tres hijos.

## Carrera profesional
Entre 1978 y 1986 se desempeñó en el estudio jurídico de Ricardo Walker Rodríguez. Entre 1980 y 1984 fue ayudante en la cátedra de derecho civil en su alma mater, y en 1983, fue secretaria ejecutiva en la "I Jornada Internacional de Derecho de Familia", en la misma universidad. También fue ayudante de derecho civil en la Universidad Gabriela Mistral.
Entre 1987 y 1989 colaboró con el Ministerio de Justicia, como asesora en materia de derecho de familia y secretaria ejecutiva de la Comisión Redactora del proyecto de ley que modificó la sociedad conyugal. Entre 1988 y 1989, participó activamente en la capacitación en educación cívica a grupos poblacionales.
En 1990 participó como redactora del proyecto que estableció un el régimen matrimonial de participación en los gananciales, presentado por diputados de Renovación Nacional, y de 1990 a 1993, como coordinadora de la "Comisión Familia y Asuntos de la Mujer" del Instituto Libertad y Desarrollo.
Entre otras actividades, fue gerente de la Fundación Paz Ciudadana (1993-1997) y asesora del directorio de la misma Fundación; columnista del diario La Tercera (1995-1996); panelista estable del programa Palabra de mujer, de Radio Nacional de Chile (1996-1998); miembro del comité gestor del Proyecto de Reforma a la Justicia Criminal (1994-1997); miembro del comité gestor del Sistema Unificado de Estadísticas Delictuales (1994-1999); miembro de la Comisión Justicia y Paz; y asesora de la Fundación Generación Empresarial.
Luego de su salida de la política, ha ejercido su profesión. Es socia del bufete Figueroa, Guzmán y Abogados Ltda.

## Carrera política
Ingresó al Renovación Nacional (RN), partido del cual, entre 1991 y 1993, fue secretaria ejecutiva de la Directiva Central y de la Comisión Política. Fue jefe de gabinete del presidente de RN, Andrés Allamand.
En diciembre de 1997 fue elegida diputada, en representación de RN, por el distrito Nº23, que agrupa a las comunas de Las Condes, Lo Barnechea y Vitacura, por el período 1998 a 2002. En diciembre de 2001 fue reelegida por el mismo distrito, para el período 2002 a 2006. En ambos periodos integró la Comisión Permanente de Constitución, Legislación y Justicia; y la de Familia, y fue miembro de la Comisión Especial sobre Seguridad Ciudadana.
Tras el escándalo de sus declaraciones en el Caso Spiniak, su partido decidió no renovar su cupo para las elecciones parlamentarias de 2005. Desde que cesó en el cargo de diputada, el 11 de marzo de 2006, se ha mantenido alejada de la política.

## Controversias

### Caso Spiniak
En octubre de 2003, Guzmán acusó a tres parlamentarios, sin revelar nombres, de estar involucrados en una red de pederastia encabezada por el empresario Claudio Spiniak. Según su declaración, los parlamentarios supuestamente involucrados eran dos senadores de la Alianza por Chile y uno del Partido Demócrata Cristiano. Un artículo del escritor Pablo Huneeus acusó posteriormente a los senadores Carlos Bombal y Jovino Novoa, ambos de la Unión Demócrata Independiente (UDI), de ser los aludidos por Guzmán.
La UDI se querelló contra la parlamentaria por injurias y calumnias, y posteriormente solicitó al juez de la causa que citara a Guzmán para que aclarase la fuente de su denuncia contra sus senadores. En 2004, la justicia falló a favor de Guzmán, afirmando que sus declaraciones no tenían connotación jurídico penal.

## Historial electoral

### Elecciones parlamentarias de 1997
- Elecciones parlamentarias de 1997, a diputado por el distrito 23 (Las Condes, Vitacura y Lo Barnechea), Región Metropolitana[8]

### Elecciones parlamentarias de 2001
- Elecciones parlamentarias de 2001, a diputado por el distrito 23 (Las Condes, Vitacura y Lo Barnechea), Región Metropolitana[9]